# Vuk Lazarević
Vuk Lazarević (in serbo Вук Лазаревић?) (1380 – 6 luglio 1410) è stato un principe serbo e il figlio minore del principe Lazar di Serbia e della principessa Milica Nemanjić.
Fu giustiziato il 6 luglio 1410.

## Biografia
Nacque intorno al 1380. Suo fratello maggiore Stefan nacque nel 1377. Gli altri suoi fratelli erano Mara, Dragana, Teodora, Jelena e Olivera. Dopo la battaglia della Piana dei Merli nel 1389, Vuk, Stefan, la loro madre Milica e Jefimija iniziarono a prendere parte al controllo della Serbia. Nella battaglia di Angora, Vuk faceva parte dell'esercito vassallo ottomano di suo fratello, insieme ai figli di Vuk Branković, Đurađ e Grgur, contro l'Impero timuride sotto Tamerlano.

### Morte
Dopo aver disertato dall'esercito di Musa Çelebi a favore di suo fratello Solimano Çelebi nella battaglia di Kosmidion, durante l'interregno ottomano, Vuk fu inviato in Serbia da Solimano per impadronirsi delle terre di suo fratello Stefan. Tuttavia, durante il viaggio, fu catturato nella città di Filippopoli da un vassallo di Musa Çelebi. Vuk fu inviato a Musa e giustiziato sommariamente per il suo tradimento a Kosmidion.